# Colom feréstec capgrís
El colom feréstec capgrís (Leptotila plumbeiceps) és una espècie d'ocell de la família dels colúmbids (Columbidae) que habita la selva humida i altres formacions boscoses, des del sud de Tamaulipas, cap al sud, pel vessant del Golf de Mèxic fins als dos vessants d'Amèrica Central i l'oest de Colòmbia.